# Xahi Mulk
Xahi Mulk fou una princesa de Transoxiana, filla de l'amir Hajji Saif al-Din Barles.
Es va casar amb el príncep Abu Bakr ibn Miran Xah. El 1404 Tamerlà va concedir al seu net Abu Bakr el permís per a que el seu pare Miran Xah (fill de Tamerlà) pogués anar a residir amb ell; a la seva esposa Xahi Mulk li va concedir la senyoria de Dujail (en el govern de Bagdad); la princesa que s'havia desplaçat des de Sultaniya va retornar a l'endemà a aquesta ciutat i de fet mai va gaudir del feu concedit.